# ポール・ケイ
ポール・ケイ (Paul Kay, 1934年 - ) はアメリカのカリフォルニア大学バークレー校の名誉教授。1966年同大学で人類学の教授を務め、1982年に言語学に転科。人類学者ブレント・バーリン  (Brent Berlin)  との共著論文 Basic Color Terms: Their Universality and Evolution (1969) ISBN 1-57586-162-3 で知られる。近年はチャールズ・フィルモアとともに構文文法の理論を研究している。